# Federal Writers' Project
Le Federal Writers’ Project (« Projet fédéral pour les auteurs ») était un projet du gouvernement fédéral américain visant à subventionner les travaux écrits et à soutenir les écrivains à l'époque de la Grande Dépression. Le projet était rattaché à la Work Projects Administration, principale agence du New Deal de Franklin Delano Roosevelt. Le projet faisait partie du groupe de mesures baptisé Federal One visant à soutenir les artistes. Parmi les participants les plus illustres au projet, on peut citer Ralph Ellison, John Steinbeck, Jim Thompson, ou encore Richard Wright considéré comme un pionnier de la littérature afro-américaine.